# Junction (Utah)
Junction je správní město okresu Piute County ve státě Utah. K roku 2000 zde žilo 177 obyvatel. S celkovou rozlohou 38,7 km² byla hustota zalidnění 4,8 obyvatel na km².